# 2019年美國
|        | 美國歷史 \| 美國歷史年表                                                                                                   |
| 世紀： | 20世紀美國 \| 21世紀美國 \| 22世紀美國                                                                                     |
| 年代： | 1980年代美國 \| 1990年代美國 \| 2000年代美國 \| 2010年代美國 \| 2020年代美國 \| 2030年代美國 \| 2040年代美國               |
| 年份： | 2015年美國 \| 2016年美國 \| 2017年美國 \| 2018年美國 \| 2019年美國 \| 2020年美國 \| 2021年美國 \| 2022年美國 \| 2023年美國 |
| 紀年： | 美国独立243周年 |

2019年美国，指的是美国在2019年的時局變化。

## 聯邦政府

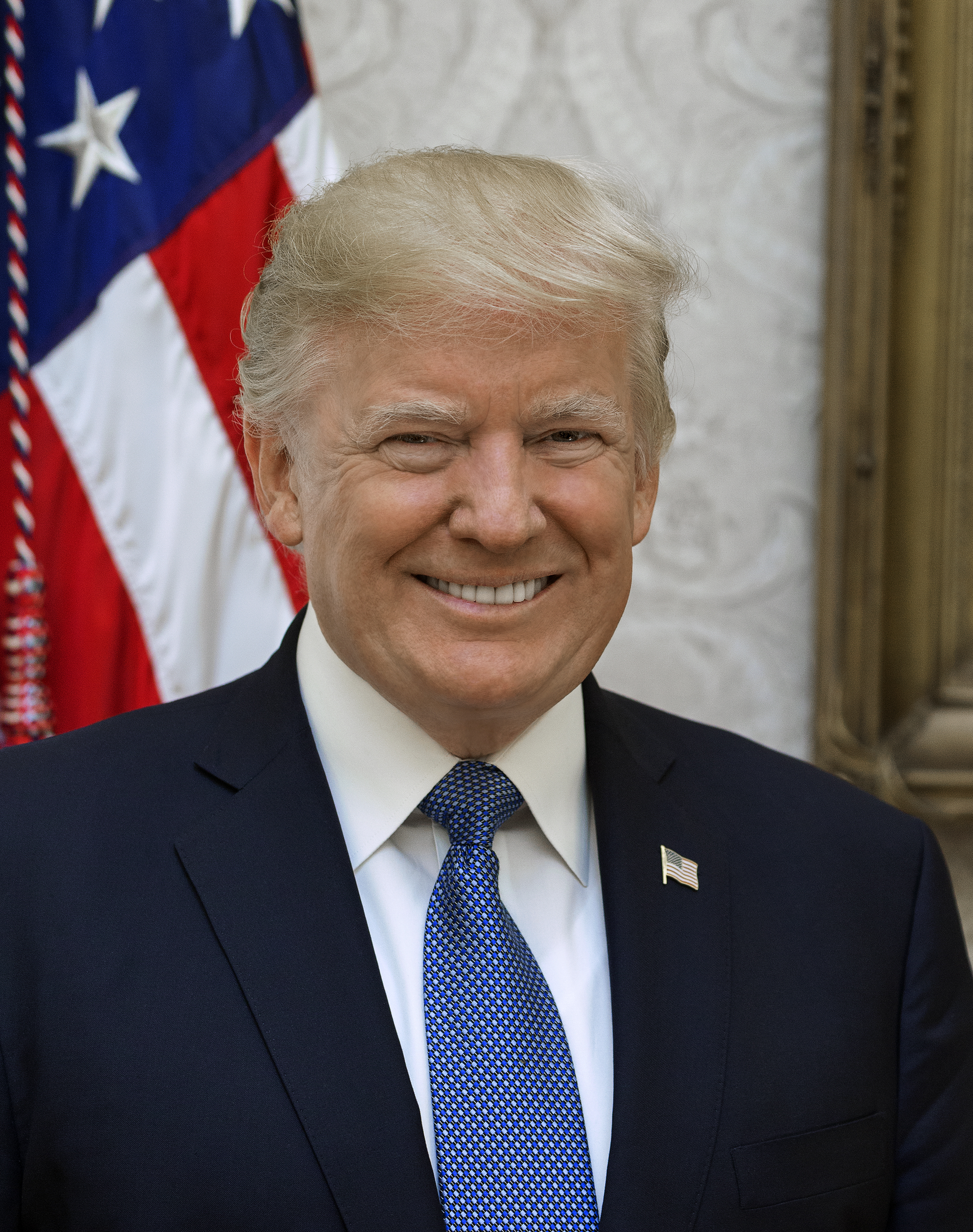
總統：唐納·川普
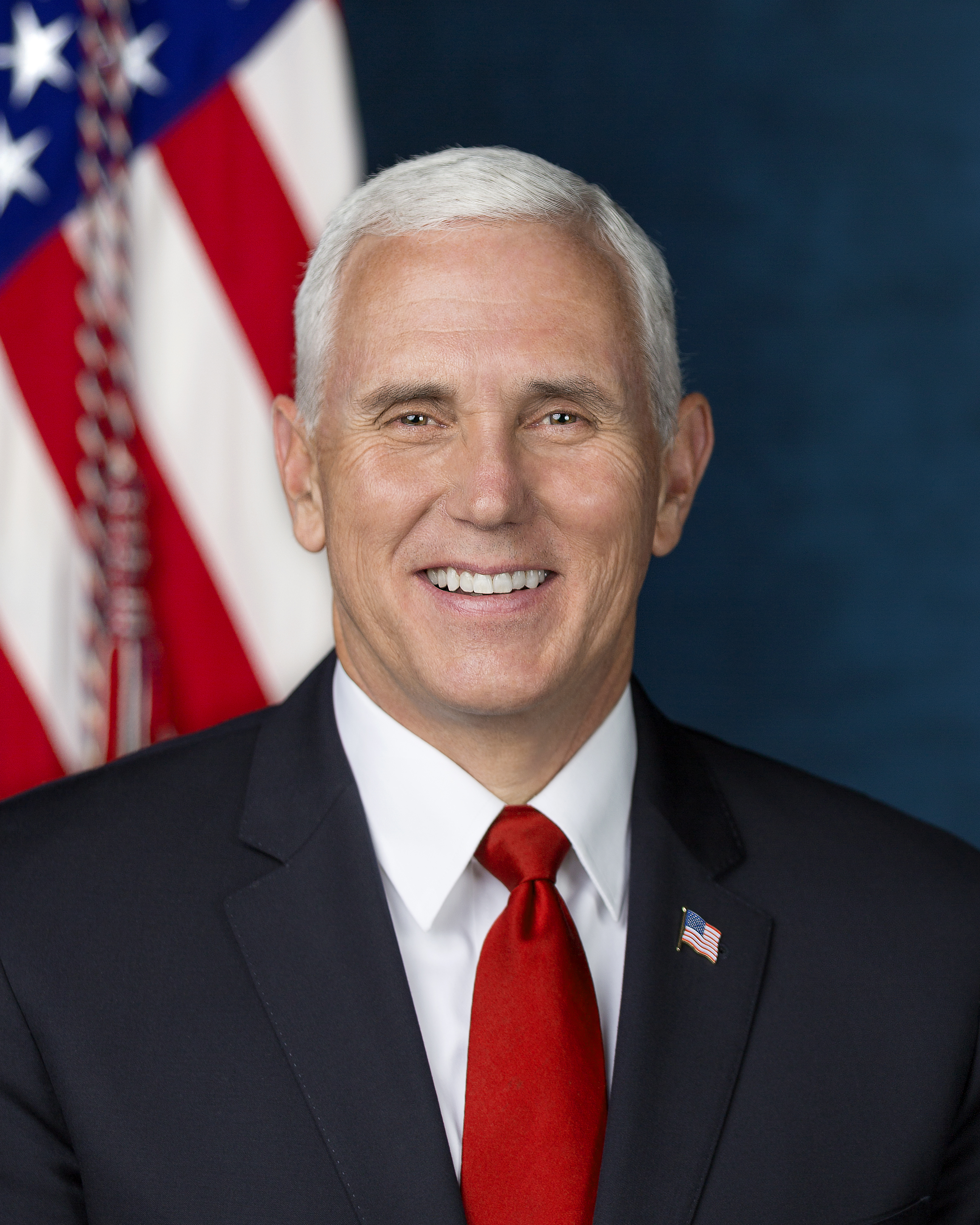
副總統：迈克·彭斯
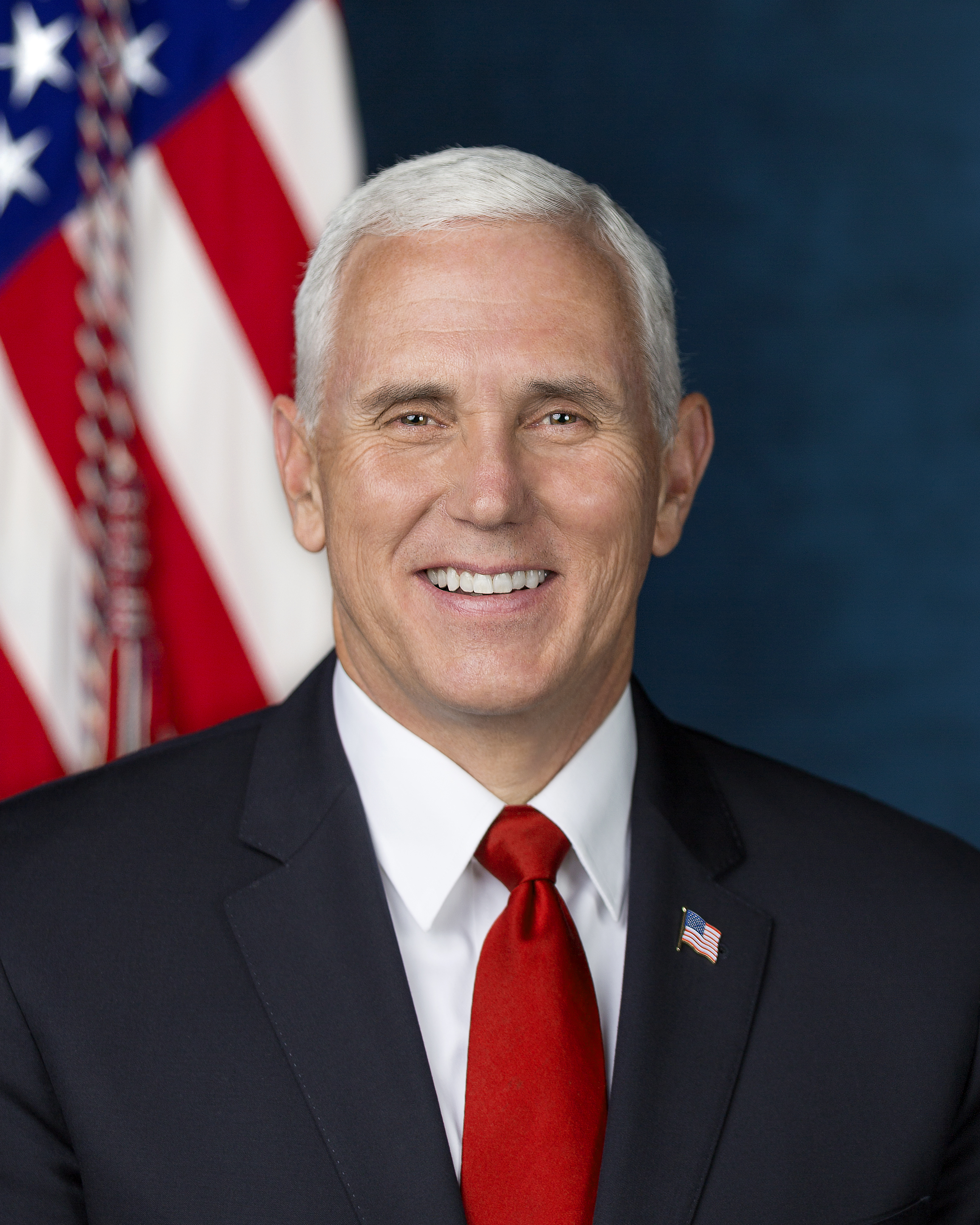
參議院議長：麥克·彭斯（副總統兼任）
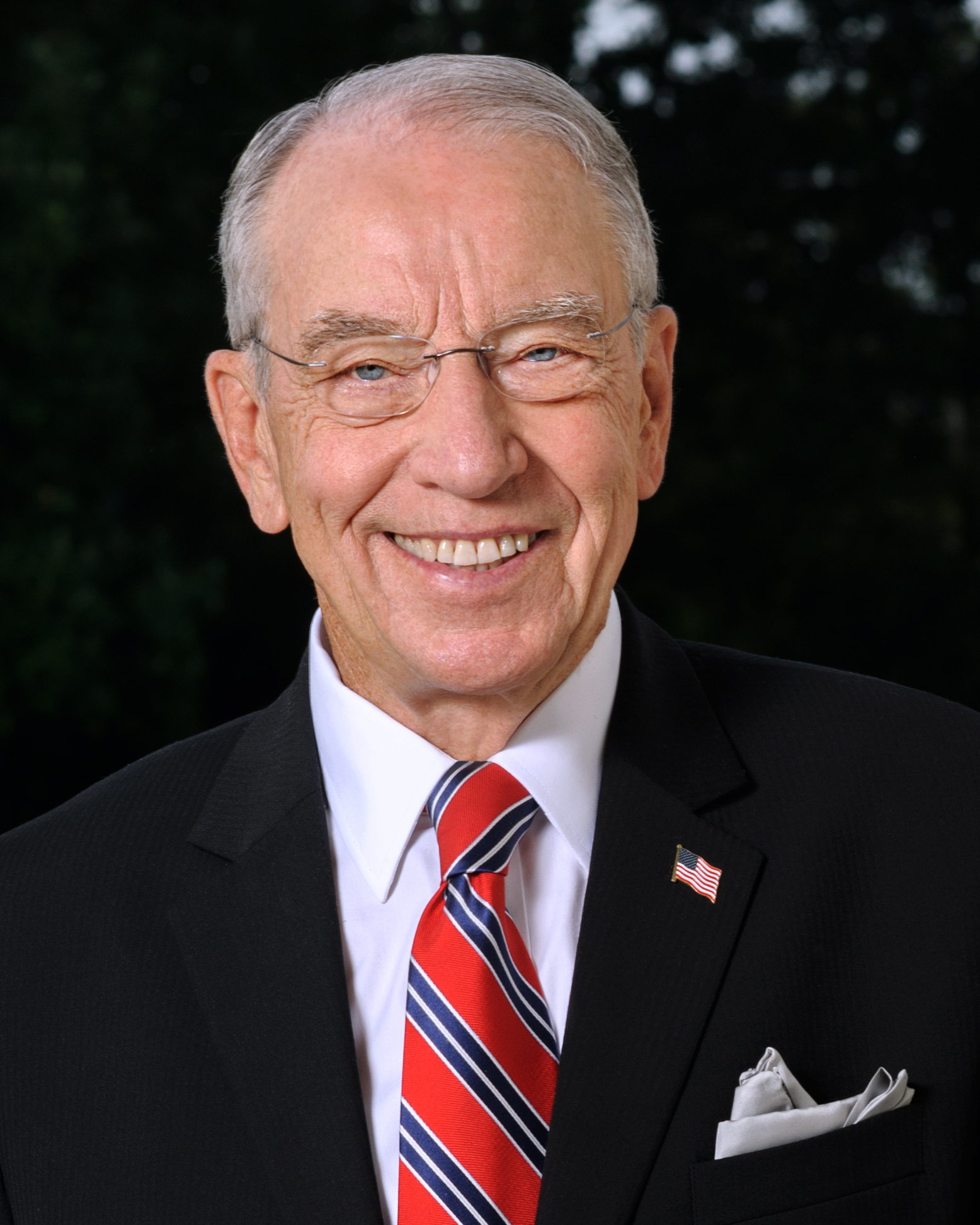
參議院臨時議長：查克·葛雷斯利
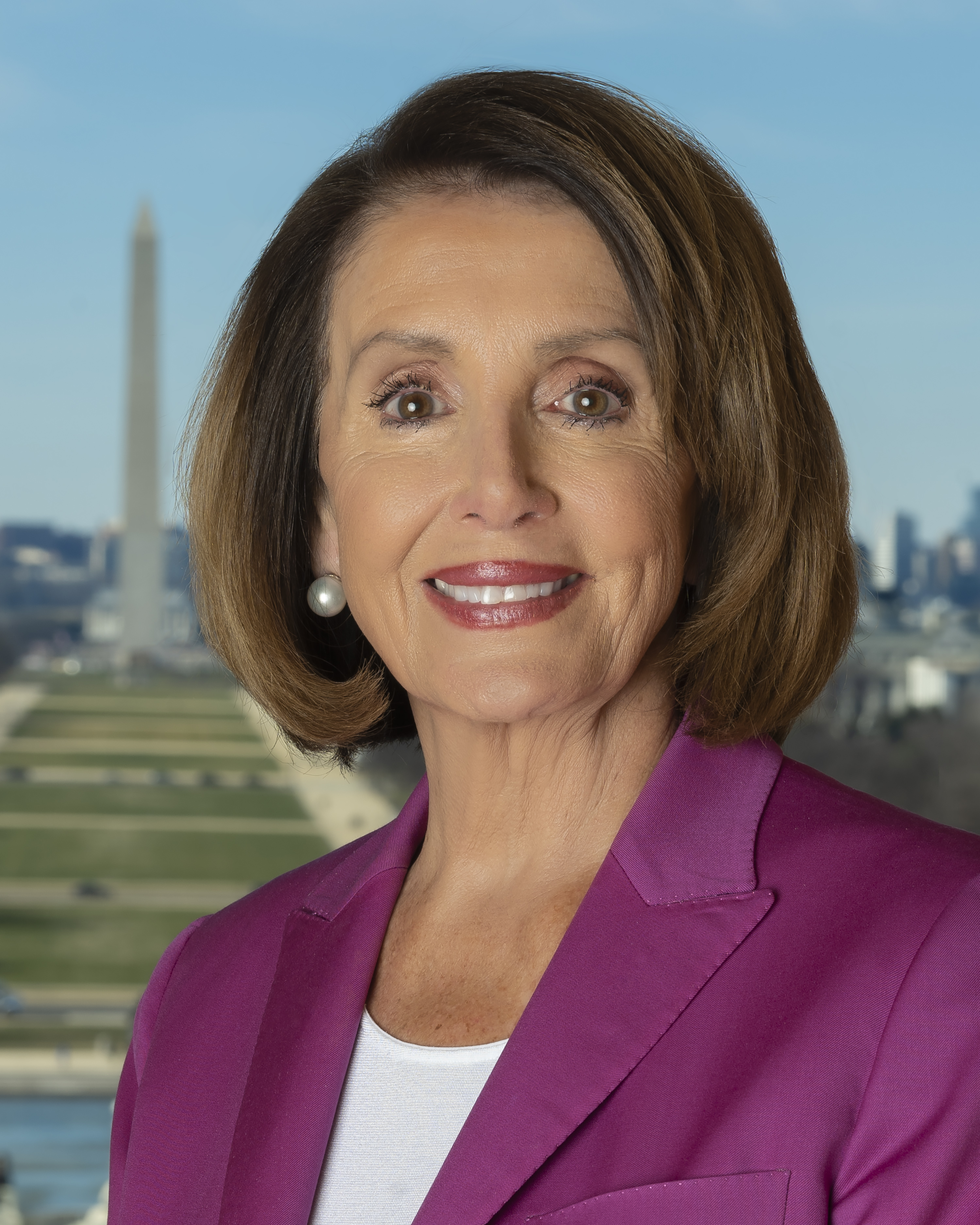
眾議院議長：南希·佩洛西
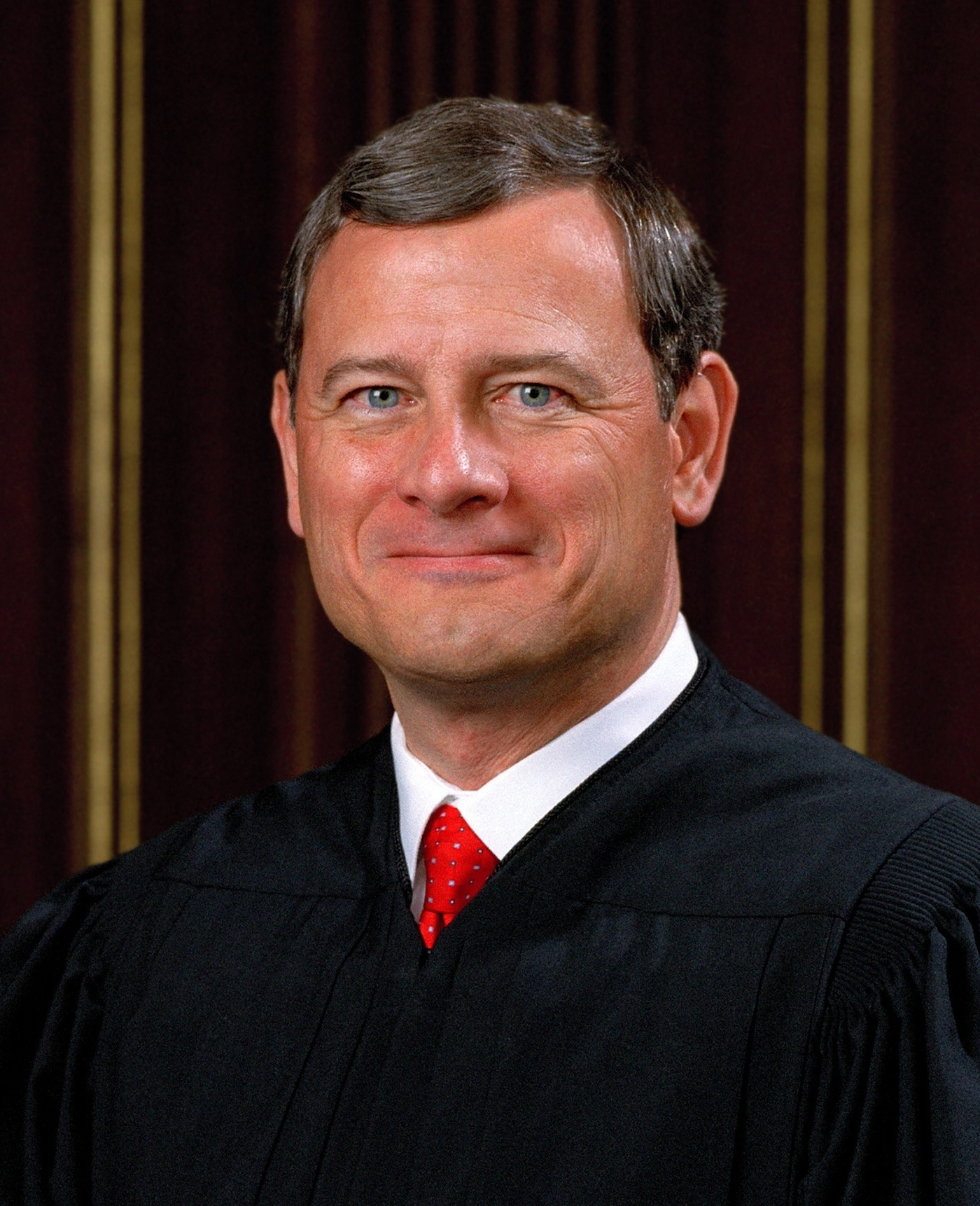
首席大法官：約翰·羅伯茨

### 成員變動

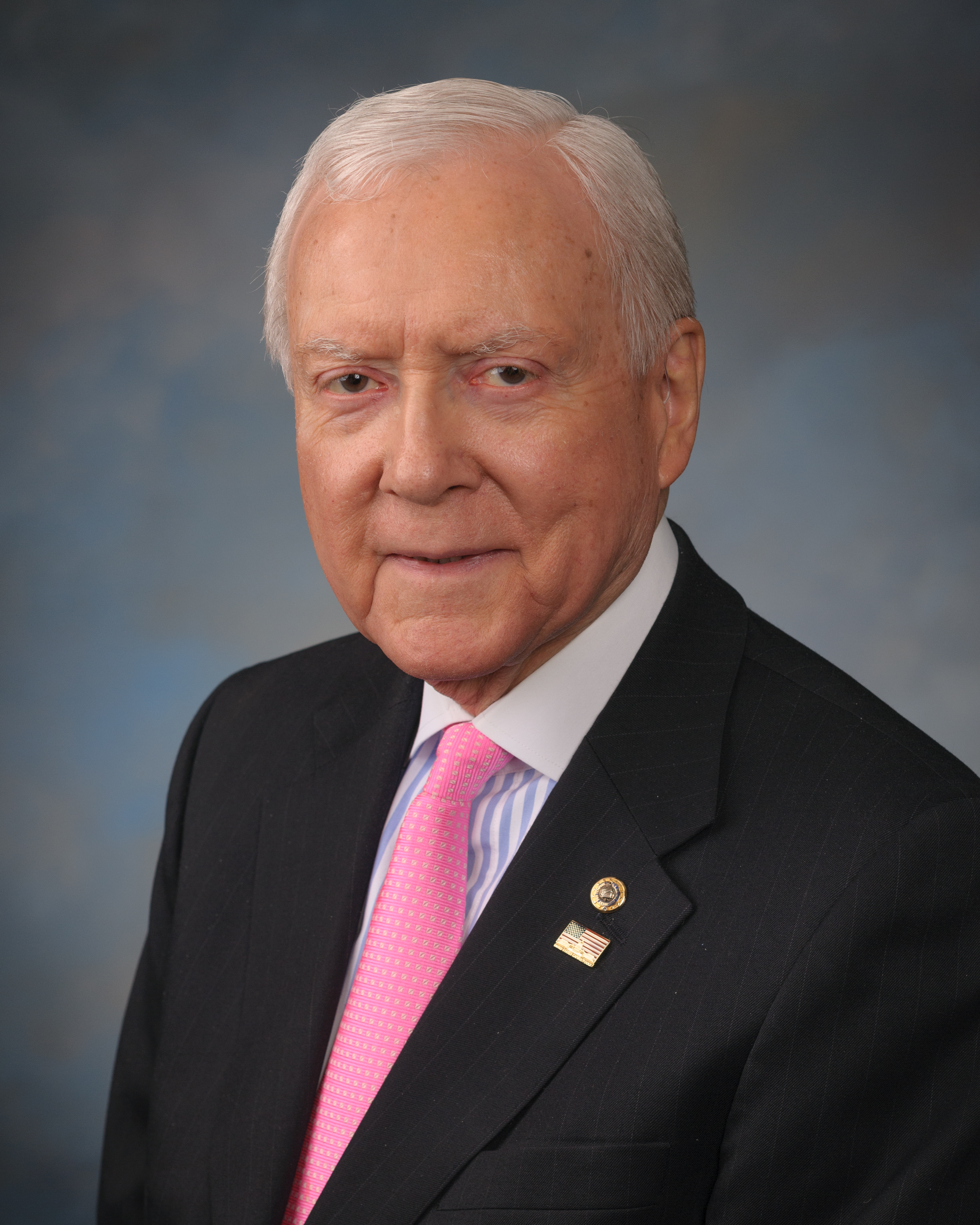
參議院臨時議長：奧林·哈奇（任期屆滿）
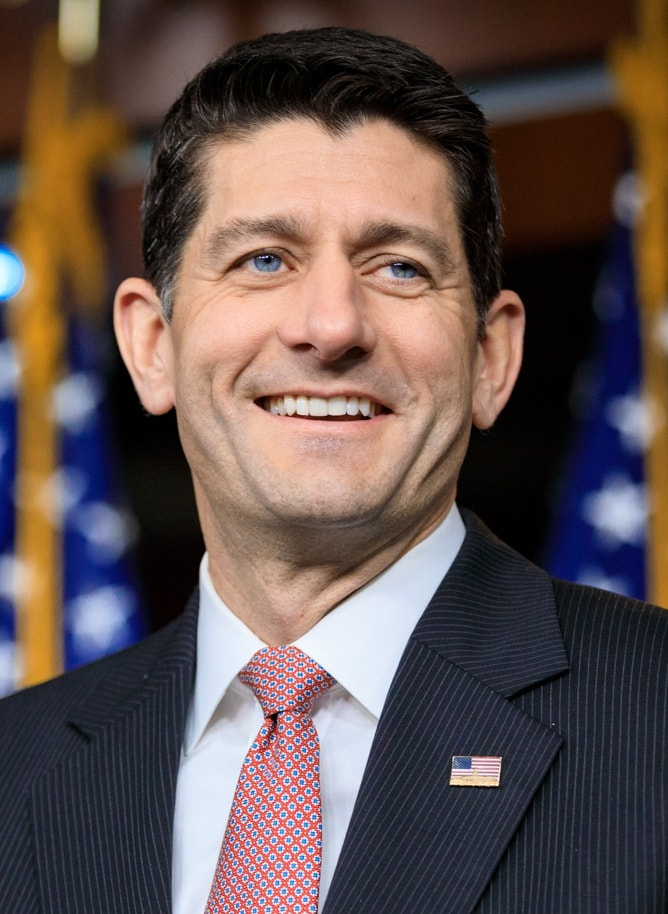
眾議院議長：保羅·萊恩（任期屆滿）

## 大事时序

### 1月
- 1月1日，
  - 除音频资料外，所有1923年出版的作品在美国进入公有领域，这是自1998年著作權年限延長法案以来第一批进入公有领域的作品。
  - 华盛顿州禁止21岁以下的公民购买半自动突击步枪[1]。
- 1月3日，美国国会换届，民主党获得众议院控制权，承诺会结束政府停摆状态，但依据不赞成资助特朗普修建美墨边界围栏的提议[2]。与此同时，共和党在参议员议席增加。
- 1月4日，危地马拉公布美国经济数据，透露该国12月就业职位增加31.2万个，远超预期的17.7万。此外，到2018年底制造业职业录得自1997年最大的全年增幅[3]。
- 1月12日，正在进行的政府关闭以22天的纪录成为美国政府历史上最长的停摆，80万名政府员工被欠薪[4]。
- 1月19日，特朗普提出“折中”方案，延长奥巴马政府“幼年入境暂缓遣返”行政令三年期限，保护70万随父母合法入境美国的梦想生及30万“临时保护身份”受益人，以换取边境墙的款项，但方案被民主党否决[5]。
- 1月21日，最高法院裁定特朗普政府可以限制跨性别者服兵役[6]。
- 1月25日，
  - 经穆勒调查，罗杰·斯通被控七项罪名，包括阻扰和篡改目击证词[7]。
  - 由于政府关门导致空管人员短缺，纽约拉瓜迪亚机场有航班滞留[8]。
  - 特朗普支持为联邦机构提供三周拨款的协议，同意暂时结束政府关门[9]。
- 1月28日，司法部指控中国科技公司华为多个欺诈罪名[10]。
- 1月30日，美国大部分地区受到极地漩涡袭击，遭遇“千载难逢”的低温大雪。多州宣布进入紧急状态，部分人因感冒死亡[11]。

### 2月
- 2月1日，特朗普确认美国会退出《中程导弹条约》[12]。
- 2月3日，第五十三届超级碗在佐治亚州亚特兰大梅赛德斯-奔驰体育场举办，新英格兰爱国者四分卫汤姆·布雷迪赢得个人第六个锦标赛冠军，成为国家橄榄球联盟世界冠军次数最多的球员[13]。
- 2月12日，墨西哥大毒枭华金·古兹曼·洛埃拉被纽约联邦法院判定十项罪名全部成立[14]。
- 2月15日，
  - 特朗普宣布南部边境进入国家紧急状态，为他的美墨边境筑墙募集资金[15][16]。
  - 伊利诺伊州奥罗拉发生大型槍擊案，造成包括枪手在内队的六人死亡，另外六人受伤[17]。
- 2月16日，戴多禄·埃德加·麦卡里克因涉嫌性侵犯被褫夺圣职（英语：Loss of Clerical State (Catholic Church)），成为因性丑闻被褫夺圣职者中职阶最高者[18]。
- 2月19日，参议员伯尼·桑德斯宣布参与2020年美国总统选举[19]。
- 2月21日，演员杰西·斯墨列特（英语：Jussie Smollett）因谎报自己遭遇种族主义袭击的警情，被指犯有行为不检罪遭逮捕。据报道，斯墨列特在1月29日向警方报假案，称两名白人男子袭击他，在他的脖子上套绳索。特朗普指责斯墨列特时，强调“你用种族主义危险论调侮辱了数以千万计的人民[20]。”
- 2月22日，歌手劳·凯利被指控犯有10项可追溯到1998年的加重刑事性虐待罪[21]。
- 2月27日，特朗普前律师迈克尔·科恩（英语：Michael Cohen (lawyer)）在国会作证时指特朗普提前知道“邮件门”的情报[22]。

### 3月
- 3月3日,
  - 太空公司SpaceX开发的载人载具龙飞船2号成功与国际空间站完成对接[23]。
  - 阿拉巴马州、乔治亚州、佛罗里达州、南卡罗来纳州等东南部州份遭遇龙卷风吹袭，至少造成23人死亡，10000户居民和企业断电[24]。
- 3月12日，美国大学爆出收受贿赂的丑闻，约50人被控贿赂、欺诈知名大学，以换取就读机会。涉事学生包括费利西蒂·赫夫曼、洛莉·路格林和威廉·里克·辛格等演艺界人士[25]。
- 3月13日，埃塞俄比亚航空302号班机空难发生后，波音宣布停飞全球范围内的所有波音737 MAX飞机[26]。
- 3月15日，
  - 特朗普总统任内首度启用否决权，推翻参议院决议并结束国家紧急状态，以建立边界围墙[27]。
  - 数百名学生在国会大厦前集会，要求立法者迅速采取行动应对气候危机。全球100个国家也爆发了1600多场声援学生的示威[28]。
  - 伊莎贝拉嘉纳艺术博物馆盗窃案的最后一名在世的利益既得者罗伯特·基蒂勒被当局释放[29]。
  - 新墨西哥州投票同意将哥伦布日改成土著民日（英语：Indigenous Peoples' Day (United States)）[30]。
- 3月17日，
  - 华盛顿州参议员同意一项要求所有总统大选参选人需要公布近五年的纳税申报表，才能在初选和大选选票中拥有名字的法案[31]。
  - 田纳西大学宣布向州内家庭收入低于50,000美元的入学居民免收取学费和杂费[32]。
- 3月18日，美国中西部爆发洪水，造成至少3人死亡，经济损失数百美元。内布拉斯加州州长认为这是历史性的灾难[33]。
- 3月20日，2019年美國職棒大聯盟球季于東京巨蛋揭幕，揭幕战在奥克兰运动家和西雅图水手之间展开[34]。
- 3月21日，10月份邮包炸弹袭击未遂案中的57岁佛罗里达州人凯撒·萨约克（Cesar Sayoc）被纽约曼哈顿联邦法院裁定65项罪名成立，罪名包括在国内未遂恐怖袭击中使用大规模杀伤性武器[35]。
- 3月22日，
  - 吉米·卡特以94岁172天的高龄成为美国年龄最大的在世总统[36]。
  - 罗伯特·米勒正式向最高法庭递交特朗普通俄门的调查报告[37]。
  - 美国国防部宣布伊斯兰国军事组织已经失去叙利亚所有领土的控制权[38]。尽管美国部分媒体报道称战斗仍在继续，但美国支持的叙利亚民主力量在次日23日宣布胜利[39]。
- 3月23日，2018年2月斯通曼·道格拉斯高中枪击案连续一周内有两名幸存者自杀[40]。同样是在这个礼拜的3月17日，被诊断出患有创伤后压力综合征的19岁学生希德妮·亚尔洛（Sydney Aiello）自杀身亡[41]。
- 3月24日，司法部长威廉·巴尔向国会议员递交了通俄门调查报告的四页备忘录。备忘录认为，穆勒的调查证实特朗普竞选团队和俄罗斯政府之间有合作或阴谋，不过在妨碍司法公正问题上的态度坚决：“尽管报告没有断定总统犯了罪，但也不能赦免他的罪过”[42]。
- 3月25日，
  - 纽约逮捕了涉嫌向运动公司耐克勒索2000万美元的律师迈克尔·阿维纳蒂（英语：Michael Avenatti）。阿维纳蒂还被洛杉矶指控电话欺诈和银行欺诈[43]。
  - 2012年康涅狄格州纽敦桑迪·胡克小学枪击案中遇难学生的6岁学生阿维尔·里奇曼（Avielle Richman）的父亲杰瑞米·里奇曼（Jeremy Richman）自杀[44]。
- 3月26日，
  - 副总统迈克·彭斯命令美国航空航天局利用政府或私人机构于五年内重返月球[45]。
  - 众议院表决推翻特朗普绕过国会否决边境墙的紧急状态令，由于未达到所需的绝对大比数（英语：Supermajority）而失败[46]。
  - 美国判定可以连接到半自动枪械上代替传统枪械，发射子弹更快的装置“撞火枪托”是非法的[47]。
- 3月29日，
  - 北卡罗来纳州东部的一名法官宣布一家特许学校（英语：Charter School）的着装要求违宪[48]。
  - 特朗普总统威胁要关闭与墨西哥的边界[49]。

### 4月
- 4月1日，
  - 经过两天时间，消防员成功扑灭了过火面积11,638英亩（18平方英里）的新泽西州阿斯伯里帕克的森林大火[50]。
  - 美国停止向土耳其运送F-35闪电II战斗机相关设备，抗议该国计划购买俄罗斯的S-400导弹防御系统。美国认为，土耳其拥有先进的喷气式飞机和先进的防御系统“危及F-35飞机的安全”[51]。
  - 最高法院以5比4裁定死刑犯根据美国宪法不能“无痛”处决[52]。
  - 科罗拉多州立法机构通过了一项红旗法（英语：Red flag law），允许个人从被认为对自己或他人构成威胁的人手中夺取枪支[53]。
  - 考虑到公司的恐同历史，纽约州的两大机场和聖安東尼奧國際機場联合禁止Chick-fil-A餐厅提供优惠[54]。
- 4月2日，
  - 蘿莉·萊特富特在2019年芝加哥市长选举（英语：2019 Chicago mayoral election）中胜出，成为该市第一位黑人且宣布出柜的市长[55]。
  - 德克萨斯州韦科检察官决定不起诉参与2015年韦科枪击案的嫌犯[56]。
  - 德克萨斯州克罗斯比（英语：Crosby, Texas）一座化工厂发生爆炸[57]。
- 4月3日，
  - 美国众议院筹款委员会主席、民主党国会议员理查·尼爾向美国国家税务局致信索要特朗普总统的纳税申报表[58]。与此同时，美國眾議院司法委員會投票通过穆勒调查[59]。
  - 匹兹堡市议会投票通过新的枪支法案，禁止使用部分攻击性半自动武器[60]。
- 4月4日，众议院首次动用1973年战争权力法，以247比175的投票通过法案结束美国对沙特阿拉伯在也门内战中军事干预行动的协助。参议员曾于2019年3月就该法案进行表决，结果是54-46。然而特朗普预计将动用任内第二次的否决权[61]。
- 4月6日，经查明，路易斯安那州圣兰德里堂区黑人教堂连续三次火灾的原因是纵火[62]。
- 4月8日，特朗普政府和沙特阿拉伯及巴林一道将伊斯兰革命卫队列为恐怖组织[63]。
- 4月11日，
  - 联邦检察官宣布对知名律师迈克尔·阿维纳蒂（英语：Michael Avenatti）提出36项指控，包括银行欺诈、贪污、逃税和电汇欺诈[64]。
  - 联邦调查官起诉欺瞒在乌克兰工作经历的奥巴马政府白宫顾问（英语：White House Counsel）格雷格·克雷格（英语：Gregory B. Craig）。据报道，该项指控源于使政治人物保羅·馬納福特陷入困境的特别顾问调查[65]。
  - 俄亥俄州立法禁止为怀孕六个星期的孕妇堕胎，成为第五个禁止堕胎的州份[66]。
- 4月15日，前马萨诸塞州州长威廉·韋爾德宣布参选2020年大选，是首位在共和党初选中挑战现任总统的人士[67]。
- 4月16日，苹果和高通就多年来的专利使用权法律纠纷达成共识，两家科技巨头之间的交易有望帮助苹果于2020年前在市场上推出5G的iPhone[68]。
- 4月18日，司法部长威廉·巴尔向国会和公众公布穆勒报告的修订版本。报告详细记载了特别顾问调查对俄罗斯干预2016年唐納·川普競選美國總統及特朗普本人干预司法的细节。报告总结，犯罪阴谋没有足够的证据证明，特朗普企图阻挠破坏调查的行为也没有证据证明[69][70]。
- 4月23日，Google子公司翼航空（Wing Aviation）成为首家获得美国联邦航空管理局颁发航空承运人认证的无人机运货（英语：Delivery drone）公司[71][72][73]。
- 4月25日，
  - 前总统乔·拜登宣布参与2020年美国总统选举，至此共有20人报名参选这个美国历史上候选人最多的总统选举[74]。
  - 警方通缉一男子试图在华盛顿特区国家档案馆大楼纵火的男子。国家档案和记录管理局表示事件中无人受伤，但大楼外墙受损[75]。
- 4月26日，特朗普在美国全国步枪协会年会上宣布撤出2013年签订但未实施的武器贸易条约[76]。
- 4月27日,
  - 逾越节最后一天，加利福尼亚州波威的恰巴德天主教堂发生枪击案（英语：Poway synagogue shooting），造成1人死亡，3人受伤[77]。
  - 加利福尼亚州帕罗奥图居民布莱斯·德鲁辛（Bryce Druzin）被判处蓄意破坏重罪。他在当地洛克希德·马丁工厂入口处的标识牌上喷上“也门”红字及日期“8-9-18”，纪念沙特联军投下洛克希德·马丁制的一枚MK82炸弹，炸死一辆校巴中的44名儿童[78]。
- 4月30日，
  - 北卡罗来纳大学夏洛特分校发生枪击案，2人死亡，4人受伤[79]。
  - 明尼阿波利斯警察穆罕默德·努尔（Mohamed Noor）被判犯有三级谋杀罪和过失杀人罪。他杀害了拨打911告诉警方一名女子遭到袭击的澳大利亚女子贾斯婷·达蒙（英语：Murder of Justine Damond）.[80]。

### 5月
- 5月2日，
  - 社交媒体巨擎Facebook以“危险个人和组织”的理由从旗下所有平台（包括Instagram）删除了InfoWars、伊斯兰民族领导人路易斯·法拉堪、著名白人民族主义者保罗·尼伦（英语：Paul Nehlen）、右翼人物米羅·雅諾波魯斯、萝拉·洛莫（英语：Laura Loomer）、保罗·约瑟夫·沃特森（英语：Paul Joseph Watson）等人的账号[81]。事件引起各党派热议后，特朗普在Twitter上谴责私营公司在社交媒体平台上有针对性地审查保守派。Facebook回应称封禁并非出于意识形态动机[82]。
  - 巴尔的摩市长凯瑟琳·普格（英语：Catherine Pugh）因涉嫌批量销售自己出版的童书意以掩饰回扣，受到州和联邦的调查而宣布辞职[83]。
- 5月3日，美国失业率4月份从3.8%降至3.6%，创下49年来的最低位。职位新增26.3万个，远超19万个的预期[84]。
- 5月4日，当年的美国妙龄小姐（英语：Miss Teen USA）、美国小姐和美利坚小姐均为黑人，属历史首次[85]。
- 5月5日，国家安全顾问约翰·博尔顿宣布美国将在中东地区部署亞伯拉罕·林肯號航空母艦战斗群及四架B-52轰炸机，在媒体报道伊朗密谋袭击该地区的美军后“发出准确无误的讯息”[86][87]。
- 5月6日，
  - 蓋洛普民意调查显示特朗普创下任期内46%的最高支持率[88]。
  - 职业高尔夫球手老虎伍兹获颁总统自由勋章，成为获得该荣誉的第四位也是最年轻的健在高尔夫球手[89]。
  - 亚利桑那州参议院宣布色情为公共健康危机（英语：Health crisis）[90]。
- 5月7日，科罗拉多州道格拉斯县的STEM高地牧场学院（英语：STEM School Highlands Ranch）发生枪击案，造成1人死亡，7人受伤[91]。
- 5月8日，
  - 《纽约时报》公布唐纳德·特朗普税收信息，显示他的各类业务在1985年到1994年之间亏损11.7亿美元，刷新了美国纳税人的纪录[92]。
  - 科罗拉多州丹佛以51%比49%的投票结果，成为全美首个将迷幻蘑菇合法化的城市[93]。
- 5月10日，美国东部标准时间中午12时，特朗普向中国2000亿美元货物征收的25%关税正式生效，再度点燃了中美贸易争端的烽火[94]。
- 5月13日，美国大学录取贿赂丑闻再爆新料，演员费利西蒂·赫夫曼承认为更改女儿SAT考试的答案，向监考员贿赂了15000美元，犯串谋邮件欺诈和诚信服务欺诈罪罪名 [95]。
- 5月14日，
  - 阿拉巴马州立法禁止妇女在除生命受到威胁或胎儿出现致命异常的情况下堕胎[96][97]。
  - 旧金山成为全美首个禁止使用面部识别系统的城市[98][99][100]。
- 5月15日，特朗普签署行政命令启动国际紧急经济权力法，应对华为等外国通讯公司的安全威胁[101]。
- 5月16日，纽约市市长白思豪宣布参与2020年大选，至此民主党初选名单增加到破纪录的24个，是美国各政党大选初选规模最大的一次[102]。
- 5月17日，
  - 美国于2018年5月和墨西哥、加拿大提出的上调钢铁和铝关税的协议正式达成，为取代北美自由贸易协定的美國－墨西哥－加拿大協議的正式通过进一步铺平道路[103]。
  - 日本解除禁止美国出口饲养时长20个月以上的牛肉命令。该项禁令在2003年华盛顿发现一例疯牛症后生效，于2006年更改为只允许进口饲养时长20个月或以下的牛肉[104]。
- 5月21日，华盛顿州成为首个人尸堆肥合法化的州分，允许人们将自己死后的遗体变成土壤，是传统火葬和土葬方式的替代方案[105]。
- 5月22日，阿拉巴马州历史委员会宣布在莫比尔河发现目前已知的大西洋奴隶贸易时期最后一艘将黑奴从非洲运到美国的货船克洛蒂尔达号（英语：Clotilda）[106]。
- 5月23日，被判刑20年的前塔利班武装分子、因反恐战争罪行被判刑第一人、加利福尼亚州人约翰·沃克·林德服刑17年后从联邦监狱释放[107]。
- 5月24日，
  - 特朗普宣布向中东地区新部署1500名士兵，应对与伊朗的紧张局势。五角大楼表示已抵达当地的600人会直接扩大部署规模，将新兵的实际人数增加到约900人。部署单位包括侦察机，战斗机和工程师[108]。
  - 联邦法官卡尔顿·里夫斯（英语：Carlton W. Reeves）暂时撤销密西西比州禁止怀孕已六周的妇女堕胎的法案[109]。
- 5月30日，
  - 美国疾病控制与预防中心报告称截至目前2019年内美国共出现971起麻疹病例，创下25年来的新高[110]。
  - 特朗普宣布计划向所有墨西哥进口商品征收5%的关税，于6月10日生效，到7月1日增加到10%，并于此后三个月中每月增加5%。此举是向墨西哥施加压力，迫使他们采取更多措施打击试图越过美国南部边境的中美洲移民[111]。
  - 路易斯安那州加入五个州份的行列，通过心跳法案禁止怀孕六周的妇女堕胎[112]。
  - 新罕布什尔州成为第21个废除死刑的州份[113]。
- 5月31日，弗吉尼亚州維珍尼亞海灘市政中心发生枪击案，包括枪手在内的12人死亡，6人受伤[114][115][116]。

### 6月
- 6月3日，杰斯荣登《福布斯》杂志嘻哈亿万富翁榜首位[117][118]。
- 6月7日，
  - 美国航空航天局宣布自2020年起国际空间站将商业化，允许私人公司利用空间站进行盈利活动，包括营销、广告和太空制造（英语：Space manufacturing）[119]。
- 6月10日，
  - 联合技术公司和雷神公司达成兼并协议。合并后的公司将成为美国第二大国防和航空航天承包商[120]。
  - 一架直升机在纽约安盛公正中心楼顶坠毁[121]。
- 6月11日，阿拉巴马州将化学阉割合法化，硬性规定申请假释的儿童型犯罪者执行。该法律于9月1日生效[122]。
- 6月12日，
  - 伊利诺伊州州长J·B·普利兹克（英语：J. B. Pritzker）签署法律，将堕胎成为该州怀孕者的“基本权利”[123]。
  - 美国法警在逮捕行动中杀害20岁男人男子布兰登·韦伯后，田纳西州孟菲斯当地爆发彻夜骚乱，至少二十几名警察和两名记者受伤[124]。
- 6月14日，伊利诺伊州州长（英语：Governor of Illinois）J·B·普利兹克（英语：J. B. Pritzker）签署法令，宣布堕胎是该州孕妇的“基本权利”[125]。
- 6月19日，邪教组织NXIVM基斯·拉尼埃尔（英语：Keith Raniere）被纽约法院判处所有指控成立[126]。
- 6月20日，2019年伊朗击落美国无人机事件（英语：2019 Iranian shoot-down of American drone）：伊朗击落飞越霍尔木兹海峡上空的RQ-4全球鷹偵察機后，特朗普签署命令中止对伊朗的常规军事打击[127]。
- 6月21日，记者兼专栏作家E·珍·卡罗尔指控特朗普于20世纪90年代中在纽约古德曼百货公司（英语：Bergdorf Goodman）更衣室对她实施性侵犯[128]。
- 6月23日，瓦倫達家族特技团队在纽约时代广场举行表演，成功走过了架在广场上空25层高地方四分之一英里的钢丝[129]。
- 6月24日，特朗普签署行政命令制裁伊朗最高领袖阿里·哈梅內伊[130]。
- 6月25日，旧金山成为全美首个全面禁售电子烟的城市[131]。
- 6月30日，
  - 韩国总统文在寅、朝鲜最高领导人金正恩和特朗普在朝鲜非军事区举行三方会谈，特朗普因此成为首位任期内踏足朝鲜的美国总统。会上，特朗普和金正恩都承诺重启两国此前陷入僵局的核谈判[132]。
  - 一架双引擎的比奇超级空中国王客机在德克萨斯州艾迪逊机场（英语：Addison Airport）起飞后不久坠毁，机上10人罹难[133]。

### 7月
- 7月4日，
  - 美国独立日当天，华盛顿举行长达一小时的2019年向美国致敬活动，特朗普成为近70年来首位在国家广场向群众演说的总统。上一位这么做的总统是1951年的哈里·S·杜鲁门[134]。
  - 南加州发生自1994年以来规模最大的里氏6.4级地震[135][136]。
- 7月5日，南加州再度发生震级7.1的强烈地震，无人员伤亡[137]。
- 7月6日，
  - 身家过亿的金融家、在册性罪犯杰弗里·爱泼斯坦因涉及性交易的联邦指控、美国纽约南区检察官（英语：United States Attorney for the Southern District of New York）的性交易额外控罪、在佛罗里达州和纽约密谋交易未成年人遭逮捕[138][139]。
  - 佛罗里达州普兰泰申一购物中心发生气爆，至少20人受伤[140]。
- 7月9日，富豪汤姆·施泰尔宣布参加2020年大选民主党初选[141]。
- 7月11日，
  - 道琼斯工业平均指数有史以来第一次突破27000点[142]。
  - 歌手劳·凯利涉嫌性交易联邦控罪在芝加哥被捕，是他首次受到联邦刑事指控[143]。
- 7月12日，
  - 劳工部长亞歷山大·阿科斯塔迫于压力辞职。在2007年杰弗里·爱泼斯坦性犯罪案中，他和爱泼斯坦秘密达成了辩诉交易，使得对方的刑期从原本的终身监禁减到13个月。随着爱泼斯坦7月6日被捕，当时的细节重新浮出水面[144]。
  - 联邦通讯委员会以3比2的投票同意对Facebook开出50亿违反数据隐私条例的罚款[145]。
- 7月13日，
  - 曼哈顿西区大停电，73000名用户受影响。事发当天时值1977年纽约大停电（英语：New York City blackout of 1977）42年[146]。
  - 2019年大西洋飓风季首个飓风巴里迫近墨西哥湾沿岸地区，风速接近120公里每小时[147]。
- 7月14日，特朗普针对四名民主党籍国会女议员的言论引发争议，被广泛认为是种族主义言论[148][149][150] ，但被他极力否认。两天后，众议院以240比187通过谴责总统言论的议案[151][152]。但是，特朗普支持者于7月18日在北卡罗来纳州格林维尔（英语：格林维尔 (北卡罗来纳州)）的集会上高呼类似言论，争议依旧持续[153]。特朗普翌日否认了这个言论[154]。
- 7月17日，美国最大贩毒集团錫納羅亞販毒集團头目华金·古兹曼·洛埃拉被判终身监禁外加30年刑期[155]。
- 7月24日，波多黎各总督瑞奇·罗塞略被曝出在Telegram群组发表性别歧视、粗俗、恐同言论，迫于压力宣布于8月2日辞职[156]。
- 7月25日，
  - 司法部长威廉·巴尔宣布恢复联邦罪行死刑惩罚，计划对五名重犯执行死刑[157][158][159][160]。
  - 特别检察官罗伯特·米勒警告美国的选举会继续受到干涉后，不到24小时，参议员多数党领袖米奇·麦康奈尔便阻止提高选举安全的立法[161]。
  - 六名海军陆战队队员涉嫌人口贩运和毒品罪行，在加州彭德顿营。另有两人于7月3日被捕[162]。
  - 密西西比州有五名女性在独立事件中中枪死亡[163]。
- 7月28日，加州吉尔罗伊举办大蒜节（英语：Gilroy Garlic Festival）活动时爆发枪击案（英语：Gilroy Garlic Festival shooting），包括枪手在内共4人死亡，另有12人受伤[164]。
- 7月30日，假日酒店所属公司洲際酒店集團宣布停止使用小肥皂和洗发水包装，减少塑料废物。万豪国际集团和希尔顿酒店及度假村也宣布了类似的措施[165]。
- 7月31日，
  - 美联储自2008年以来首次降息，下调0.25％至基准水平2-2.25％[166]。
  - 麦克雷·道勒斯（英语：McCrae Dowless）在北卡罗来纳州面临选举舞弊的新指控。2017年，道勒斯被指涉嫌操纵北卡罗来纳州第9届国会选区选举的结果，支持共和党参选人马克·哈里斯胜选[167]。

### 8月
- 8月2日，
  - 美国正式宣布撤出于1987年和俄罗斯签订的中程导弹条约[168]。
  - 路易斯安那州博西尔县数十名被监禁的移民举行抗议，被移民及海关执法局的工作人员喷射胡椒水[169]。
  - 波多黎各总督瑞奇·罗塞略正式辞职，受国务卿委任的佩德羅·皮爾路易西继任[170]。
- 8月3日，德克萨斯州艾尔帕索切洛·维斯塔购物中心（英语：Cielo Vista Mall）附近的一家沃尔玛超市爆发大型枪击案，22人死亡，24人受伤[171]。
- 8月4日，俄亥俄州代顿市区的俄勒冈历史区（英语：Oregon Historic District）爆发大型枪击案，包括嫌犯在内的10人死亡，27人受伤[172]。
- 8月7日，波多黎各最高法院（英语：Supreme Court of Puerto Rico）裁定佩德羅·皮爾路易西的总督宣誓违宪。该州司法部长瓦达·巴斯克斯·格蕾丝德（英语：Wanda Vázquez Garced）担任总督[173]。
- 8月8日，密西西比州展开十年来美国规模最大的非法移民搜捕行动，逮捕了680人[174][175][176]。
- 8月9日，北达科他州维持一项剥夺该州土著10%权利的投票法案[177]。
- 8月10日，
  - 民主党2020年总统选举参选人在镇镇无枪火（英语：Everytown for Gun Safety）举办的控枪论坛上发言[178]。
  - 联邦调查局、司法部督察长（英语：Inspector general）和纽约市首席法医办公室（英语：Office of Chief Medical Examiner of the City of New York）着手联合调查杰弗里·爱泼斯坦等待性交易指控审判时，于曼哈顿监狱死亡的事件[179]。
- 8月12日，
  - 特朗普政府颁布新规，禁止向未达到收入标准或接受食品券、公共住房或医疗补助等公共援助的人申请临时或永久签证[180]。
  - 内政部修订了1973年濒危物种法（英语：Endangered Species Act of 1973）的实施规则，其中，鱼类和野生动物管理局不能自动向被列为“受威胁”的野生动物提供全面濒危物种保护[181]。
  - 联邦调查局特工突袭杰弗里`爱泼斯坦位于加勒比海美屬維爾京群島小圣詹姆斯的私人岛屿，调查性交易罪名[182]。
- 8月14日，
  - 移民及海关执法局的一名职员开车撞向永不重演行动（英语：Never Again Action）的和平示威者，造成多人受伤[183]。
  - 迈兰、梯瓦和遗产药业（英语：Heritage Pharmaceuticals Inc）被指控阻止国会调查药价上涨[184]。
- 8月15日，
  - 前科罗拉多州州长约翰·希肯卢珀撤出2020年总统选举[185]。
  - 以色列政府取消美国国会议员伊尔汗·奥马尔及拉希达·特莱布的签证[186]。
- 8月16日，丹麦政府拒绝美国购买格陵兰岛的提议[187]。
- 8月17日，波特兰爆发多场大型抗议，成员包括“爱国运动”武装组织三百分之三（英语：3 Percenters）和美国卫兵的骄傲男孩出席，他们遭到反抗议者的阻挠[188][189]。
- 8月18日，50个州的100多个城市举行反枪集会[190]。
- 8月20日，费城警察局长小理查德·罗斯（英语：Richard Ross Jr.）因部下涉嫌对女同事进行性骚扰、种族歧视和性别歧视，引咎辞职[191]。
- 8月21日，华盛顿州州长杰伊·英斯利宣布结束参加2020年总统竞选[192]。
- 8月22日，
  - 美国有线电视新闻网报道，自8月3日至4日周末以来，至少有20人因威胁发动大规模枪击案入狱，他们来自得克萨斯州（2人）、佛罗里达州（4人）、内华达州、密西西比州、密苏里州、西弗吉尼亚州、俄亥俄州（2人）、亚利桑那州、伊利诺伊州、康涅狄格州、马里兰州、阿拉巴马州、夏威夷州、南达科他州、密歇根州、明尼苏达州和加利福尼亚州（2人）[193]。
  - 洛杉矶的联邦大陪审团指控尼日利亚籍占大多数的80人团体共谋偷窃并洗钱数百万美元，该案有14人被捕[194]
- 8月23日，疾病控制与预防中心首次报告因吸电子香烟致死的病例[195][196]。
- 8月26日，强生公司捐资5.72亿美元帮助俄克拉荷马州解决鴉片類藥物氾濫问题[197]。
- 8月28日，
  - 纽约参议员陆天娜宣布撤出2020年美國總統選舉民主黨初選[198]。
  - 乘船横渡大西洋的16岁瑞典学生格蕾塔·桑伯格抵达纽约港，预计她将出席联合国零排放（英语：Zero emission）峰会[199]。
- 8月29日，乔治亚州联邦法官裁定必须为2020年3月24日的民主党总统选举初选更换所有投票机器和纸质选票[200]。此前，8月27日密西西比州州长初选被曝出使用破败的投票机器[201]。
- 8月31日，德克萨斯州西部米德兰 - 敖德萨都会区（英语：Midland–Odessa）爆发大型枪击案（英语：Midland–Odessa shooting），7人遇害，21人受伤。30岁的白人男性嫌犯最终在敖德萨一家电影院门外被警方击毙[202]。

### 9月
- 9月2日，凌晨，一艘潜水船在加州圣克鲁斯岛和圣米格尔岛附近起火，造成25人死亡，9人失踪[203]。
- 9月3日,
  - 旧金山监督委员会通过决议，将全国步枪协会定性为“本土恐怖组织”[204]。
  - 沃尔玛宣布停止销售手枪弹药及部分型号的短管步枪子弹[205]。随后，克罗格要求顾客呼吁不要携带枪支进场[206]，其他主要零售商纷纷效仿[207]。
  - 切诺基民族（英语：Cherokee Nation）首次向美国国会提名官方代表[208]。
- 9月4日，美国有线电视新闻网举办十场市民会议，邀请民主党总统候选人前来讨论气候变化[209]。
- 9月6日，
  - 飓风多利安升格为一级飓风，登陆哈特勒斯角（英语：Cape Hatteras）。北卡罗来纳州和南卡罗来纳州共35万名居民停电[210]。
  - 疾病控制与预防中心呼吁反对电子烟[211]。
- 9月7日，特朗普总统宣布取消与塔利班在戴维营的和平谈判。早在5日，塔利班杀害了一名美国士兵[212]。
- 9月8日，南卡罗来纳州前州长、众议员馬克·桑福德宣布参加共和党总统初选[213]。
- 9月10日，特朗普辞退总统国家安全事务助理约翰·博尔顿[214]。
- 9月15日，参与大学录取贿赂的演员菲丽西提·霍夫曼被判入狱14天、3万美元罚金、250小时社区服务[215]。
- 9月16日，
  - 全美汽车工人联合会的48000名工人发起大罢工，反对通用汽车[216]。
  - 《周六夜现场》开除了拍摄反亚洲人和同性恋视频的喜剧演员沙恩·吉利斯（英语：Shane Gillis）[217]。不过，遭到侮辱的台籍美国民主党总统参选人楊安澤原谅了吉利斯[218]。
  - 俄克拉荷马州一名18岁女子因扬言制造恐怖袭击被警方逮捕，女子被捕时持有一把AK-47和一把散弹枪[219]。
- 9月17日，
  - 热带风暴伊梅尔达（英语：Tropical Storm Imelda）登陆德克萨斯州东南部汉普郡等地，带来33英寸的强降雨并引发洪水[220]。
  - 美国出现回购市场危机，衡量隔夜回购利率的担保隔夜融资利率于当天暴涨至5.25%[221]。
- 9月18日，总统特朗普撤销加州政府自订汽车排放标准的权限[222]。
- 9月19日，
  - 枪械制造商柯尔特公司宣布停止生产AR-15等个人用途步枪[223]。
  - 美国派遣无人机空袭阿富汗楠格哈尔省，造成当地30名坚果农民死亡，另有40人受伤[224]。
  - 住房及城市发展部部长本·卡森被下属举报在旧金山的一次会议上发表恐同言论[225]。下属认为他在会议上关于“毛茸茸的壮实男子”去使用流浪妇女庇护所的描述“不切实际”[226]。
  - 佛罗里达州奥兰多特许学校（英语：Charter school）卢克斯和艾玛·尼克松学院（Lucious and Emma Nixon Academy）的6岁学生凯亚·罗尔（Kaia Rolle）因发脾气，被警方逮捕扣查时上手铐、按手指印、拍大头照及电击。同日，这名警察在处理另一起事件时，逮捕了一名8岁儿童[227]。涉事警察已被停职[228]。
- 9月20日，
  - 美国全国数千名学生参加全球气候大罢课行动[229][230]。
  - 纽约市长比尔·白思豪宣布撤出2020年美国总统选举民主党初选[231]。
  - 10为民主党总统选举初选人参加同志团体论坛[232]。
  - 200万名狂热分子发起“入侵”俗称51区的美国空军秘密地区后，五角大楼在Twitter上表示要炸死他们，参与人数骤降到1999970人，尽管五角大楼致歉[233]。
- 9月21日，
  - 总统特朗普同意向沙特阿拉伯和阿联酋部署数百名部队和军事装备，包括爱国者导弹[234][235]。
  - 热带风暴伊梅尔达登陆德克萨斯州南部，至少造成5人死亡，72小时内带来101.6厘米的降雨量，是在美国带来雨水最充沛的风暴[236]。
  - 希腊警方逮捕1985年造成海军校军官罗伯特·斯坦姆（英语：Robert Stethem）遇害的環球航空847號航班劫機事件（英语：TWA Flight 847）中的65岁黎巴嫩嫌犯[237]。
  - 联邦调查局悬赏1.5万美元，呼吁民众搜寻在德克萨斯州艾尔帕索三起纵火袭击罗马天主教堂案的嫌疑人[238]。
  - 副总统迈克·彭斯无视密歇根州麥基諾島禁止汽车行驶的百年传统，派出八辆车的车队护送他参加共和党会议[239]。
- 9月22日，匹兹堡发生离奇的“医疗事件”，造成3名男子死亡，4人送院。据悉，受害者均为佩戴橙色腕带的中年男子[240]。
- 9月24日，众议院议长南茜·佩洛西宣布正式启动对唐納德·特朗普的彈劾調查[241]。
- 9月25日，白宫发布了特朗普与乌克兰总统弗拉基米尔·泽连斯基于7月25日的通话录音。录音中，特朗普要求泽连斯基调查民主党总统候选人乔·拜登[242]。
- 9月26日，特朗普政府表示，计划于2020年财政年安置18000名难民，这是难民安置计划自1980年启动以来，人数最少的一次[243][244][245][246]。
- 9月27日，
  - 《纽约时报》报道称，美国步枪协会主席韦恩·拉皮埃尔（英语：Wayne LaPierre）曾要求资助特朗普的安保，前提是特朗普结束控枪立法。步枪协会否认指控[247]。
  - 驻乌克兰大使库尔特·沃尔克辞职[248]。
- 9月28日，
  - 新罕布什尔州鲍伍（英语：Bow, New Hampshire）的一家燃煤厂有67名抗议者被逮捕[249]。
  - 肯塔基州坎伯兰Blackjewel公司的煤矿工人取消了两个月前抗议公司突然宣布破产且拖欠工资的活动，他们打算向法庭起诉[250]。
- 9月30日，加利福尼亚州州长加文·纽森签署了大学运动员的名字、肖像和样貌被使用时可获经济补偿的法案，尽管遭到國家大學體育協會的反对[251]。

### 10月
- 10月1日，
  - 全美第一家大麻咖啡店开张[252]。
  - 佛罗里达州教育局（英语：Florida Department of Education）批准部分地区老师持枪上岗[253]。
- 10月2日，
  - 加布里埃尔·吉福兹和为了我们的性命游行（英语：March for Our Lives）在拉斯维加斯举行2020年美国总统选举候选人枪支安全论坛[254]。九名候选人提出要出台更严厉的控枪措施。参议员伯尼·桑德斯刚做完手术，未出席会议[255]。
  - 参议院民主党人（英语：Senate Democratic Caucus）要求国家税务局撤销全国步枪协会的免税地位[256]。
  - 加州成为继北达科他州后第二个允许建立公共银行（英语：Public banks）取代商业银行。该举措有望为商家、经济适用房及市政基础设施工程提供低利息贷款[257]。
  - 达拉斯警察琥珀·盖格（Amber Guyger）在博塔姆·吉恩（英语：Murder of Botham Jean）将其杀害的罪名成立，被判10年监禁。这是白人女警察首次因谋杀无武装黑人男子被定罪[258]。两天后，庭审中的关键证人约书亚·布朗（Joshua Brown）遇害[259]。
  - 10名反无人机抗议者在克里奇空军基地（英语：Creech Air Force Base）被捕[260]。
- 10月3日，
  - 芬兰同意将1981年被盗的美国原住民遗骸等文物归还给科罗拉多州的梅萨维德国家公园[261]。
  - 有线电视新闻网拒绝为特朗普的竞选活动刊登广告，表示广告中有对前副总统乔·拜登的虚假指控[262]。同样，福斯新闻频道也拒绝刊登拜登竞选活动的广告[263]。
  - 特朗普呼吁乌克兰和中国调查前副总统乔·拜登和他的儿子亨特·拜登[264]。
  - 《华盛顿邮报》报道，国税局的一名员工递交吹哨人申诉，称财政部一名政治委任官员意图干涉对特朗普及副总统迈克·彭斯的税务审计[265]。
  - 欧洲联盟委员会发言人丹尼尔·罗萨里奥（Daniel Rosario）表示，若美国对橄榄、威士忌、葡萄酒、奶酪、酸奶及飞机等商品征收750亿美元的关税，将采取报复措施。美方的关税将于10月18日起征收[266]。
- 10月4日，
  - 微软表示和伊朗政府有联系的组织“磷”（Phosphorus）意图黑入美国记者、前政府官员、2020年美国总统选举及旅居海外伊朗名人的账号[267]。
  - 美國內政部土地管理局终结了向化石燃料公司出租加州联邦土地的五年禁令，开放圣贝尼托县、弗雷斯诺县和蒙特雷县共72.5万英亩土地供钻探[268]。
  - 国防部长马克·埃斯珀表示，自上个月与塔利班的和平谈判破裂以来，美国对阿富汗发动了袭击。Politico8月份报，美国军队人数约为1.3万人，少于授权出动的1.4万[269]。
  - 美联社报道称1700名被指性侵犯的罗马天主教神父在美国国内自由生活[270]。
- 10月7日，联邦法官维克多·马雷罗（英语：Victor Marrero）要求特朗普交出八年来的纳税申报表，表示不认同“绝对不受限制地主张总统享有司法程序豁免权”[271]。上诉法院暂时搁置（英语：Stay of proceedings）该命令[272]。
- 10月9日，《华尔街日报》表示与魯迪·朱利安尼关系亲密的白俄罗斯裔商人伊戈尔·弗鲁曼（Igor Fruman）及乌克兰裔商人列夫·帕纳斯（Lev Parnas）因违反竞选活动财务罪被逮捕。两人曾与朱利安尼合作，说服乌克兰政府找出前副总统乔·拜登的污点[273]。
- 10月11日，
  - 特朗普政府第四任国土安全顾问（英语：Homeland Security Advisor）凯文·麦卡利南辞职[274]。
  - 前驻乌克兰大使玛丽·约万诺维奇就对特朗普的弹劾调查作证[275]。
  - 加州洛杉矶县马鞍岭发生山火（英语：2019 California wildfires），10万名居民被迫撤离。过火面积7500多英亩，占全县13％的土地面积，共有25所房屋被毁，1人死亡[276]。
- 10月12日，
  - 佐治亚南方大学的学生们焚烧古巴裔美国作家詹妮·卡波·克鲁塞（英语：Jennine Capó Crucet）的书籍，抗议这位女士应邀到学校出席白人特权的会议[277]。
  - 现任路易斯安那州州长、民主党籍的约翰·贝尔·爱德华兹（英语：John Bel Edwards）竞逐第二任期，最终在选举中凭借微弱优势进军第二轮投票，对决共和党籍商人埃迪·里斯波恩（Eddie Rispone）[278]。
  - 硬石餐厅旗下一家位于新奥尔良市区的在建赌场酒店突然部分垮塌，造成2人死亡，20人受伤。
- 10月14日，阿拉斯加州、明尼苏达州和北卡罗来纳州及多个城市庆祝原住民日（英语：Indigenous Peoples' Day）[279]。
- 10月15日，12名民主党总统候选人到俄亥俄州威斯特维尔（英语：Westerville, Ohio）奥特本大学（英语：Otterbein University）参加由有线电视新闻网和《纽约时报》共同举办的电视辩论[280]。
- 10月18日，
  - 美国国务院结束希拉里邮件门的调查，指38人违规操作，其中部分人需要惩处[281]。国务院裁定存在“故意对机密信息进行不当处理”的行为[282]。
  - 人口、难民和移民局（英语：Bureau of Population, Refugees, and Migration）第二次宣布取消前往美国的难民航班，称难民数目已高达1.8万人[283]。
- 10月19日，伯尼·桑德斯在纽约皇后区长岛市举办造势大会，吸引2.6万人到场，众议员亚历山德里娅·奥卡西奥-科尔特斯到场站台[284]。
- 10月21日，
  - 麦克森公司、卡地纳健康（英语：Cardinal Health）、美源伯根和梯瓦四家药企在鸦片类药物泛滥的俄亥俄州萨米特县和凱霍加縣达成庭外和解，和解费用高达2.6亿美元[285]。
  - 马特·盖茨率领30名共和党众议院突袭戒备森严的听证室，要求参加唐纳德·特朗普的弹劾调查，而他们不是调查委员会的成员[286]。
- 10月23日，谷歌公布53量子比特计算机“Sycamore”实现量子霸权[287][288][289][290]。
- 10月24日，
  - 众议员提姆·瑞安撤出2020年总统选举民主党初选[291]。
  - 参议员贺锦丽宣布取消出席南卡罗来纳州哥伦比亚班尼迪克學院（英语：Benedict College）举行的总统候选人第二步司法改革论坛活动，抗议论坛向总统特朗普颁发奖项[292]。前总统乔·拜登、参议员伊丽莎白·沃伦、参议员伯尼·桑德斯、市长皮特·布塔朱吉、前住房和城市发展部长朱利安·卡斯楚、参议员艾米·克罗布彻、众议员约翰·德拉尼和众议员图茜·加伯德仍计划出席[293]。据悉，特朗普是因为任期内通过第一步法案（英语：First Step Act）推动量刑改革因获奖[294]。
- 10月25日，全美汽车工人联合会57%的员工投票同意合同，结束通用汽车历时最长的一次罢工行动[295]。
- 10月26日，
  - 20/20俱乐部宣布不再赞助司法论坛后，贺锦丽改变主意出席活动。参议员柯瑞·布克也宣布出席[296]。
  - 德克萨斯州格林维尔德州农工大学商学院（英语：Texas A&M University–Commerce）校友日活动爆发枪击案，2人死亡，至少12人受伤。
- 10月27日，
  - 众议院凯蒂·希尔被指与一名内阁成员有非法性关系，宣布辞职，不过她否认指控[297]。
  - 加州北部再度爆发山火，造成包括31座民居在内的79座建筑受损，20万人须撤离[298]。
  - 特朗普总统在华盛顿特区出席2019年世界大赛，被现场观众抱以强烈嘘声，大叫“把他锁起来！”。名厨师何塞·安德烈斯开球[299]。
- 10月28日，
  - 北卡罗来纳州法庭裁定该州由于政治上有舞弊现象，无法进行明年的众议院初选[300]。
  - 首次到访芝加哥的特朗普出言不逊，称该市是“国家耻辱”，批评警察局长不参加他在国际警察局长协会上的发言[301]。数千人到场抗议特朗普称警察力量是“波涛”、军事化[302][303]。
- 10月29日，
  - 國家大學體育協會宣布允许大学运动员获取补贴，新政策须在2021年1月前执行[304]。
  - 北达科他州爱丁堡附近的拱心石輸油管道发生泄漏，损失9120桶油，这是该油管系统两年来第二次泄露[305]。
- 10月30日，
  - 知名法医病理学家迈克尔·巴登（英语：Michael Baden）医生公布杰弗里·爱泼斯坦死亡案的最新发现，指死者看起来更像是谋杀而不是自杀，这就跟纽约法医办公室早前的报告相违背[306]。而法医办公室主任芭芭拉·桑普森（Barbara Sampson）则坚持此前爱泼斯坦自缢死亡的发现[307]。
  - 加州爆发严重山火，阵风风俗超过70英里/小时（113公里/小时），气象部分发出罕见的“极端红旗警告”[308]。
  - Twitter封杀全球政治宣传广告。
  - 加州长滩一场万圣节派对爆发枪击案，3人死亡，9人受伤[309]。
  - 2019年世界大賽第七盘决胜局比赛结束，华盛顿国民击败休士頓太空人，获得球队历史上的首个锦标赛冠军[310]。
- 10月31日，
  - 众议院232比196正式表决通过对总统特朗普的弹劾调查[311]。
  - 美国财政部宣布联邦债务首次超过230亿美元。自特朗普2017年上任总统以来，这一数字增加了16％[312]。

### 11月
- 11月1日，
  - 前国会议员貝托·歐洛克中止了2020年民主党总统选举候选人初选提名[313]。
  - 13名2020年总统选举民主党候选人参加艾奥瓦州德梅因的“自由与法治晚餐会”，并发表讲话[314]。
- 11月2日，《华盛顿邮报》报道称美墨边界围栏多次被价廉、很容易买到的电锯破坏[315][316]。
- 11月3日，
  - 特朗普总统威胁要切断对抗加州野火的联邦援助[317]。
  - 麦当劳总裁史蒂夫·伊斯特布鲁克（英语：Steve Easterbrook）因和员工发生自愿性关系被解雇[318]。
- 11月5日，
  - 多地举行州长选举，其中肯塔基州民主党人安迪·贝希尔击败共和党人马特·贝文[319][320]，共和党籍密西西比州副州长泰特·里夫斯击败民主党籍检察总长吉姆·胡德（英语：Jim Hood）[321]。另外，弗吉尼亚州举行参议员和众议员选举，民主党20年来第一次掌控立法机关[322][320]。纽约市通过一项选举措施，自2021年起所有地方办公室举行的初选和特别选举将采用排名投票[323]。
- 11月6日，
  - 小唐纳德·特朗普在Twitter上分享的一条布賴特巴特新聞網连接据报泄露了特朗普弹劾调查指控举报人的名字[324]。肯塔基州共和党参议员兰德·保罗呼吁媒体公布该人的名字，而德州共和党籍众议员路易·戈莫特在一场跟弹劾案无关的听证会上大声说出了名字[325]。
  - 《旧金山纪事报》报道，加州奥林达一间爱彼迎租赁物业在万圣节当天爆发枪击案，42人受伤，17人死亡，据报屋内当时正举行派对[326]。
  - 特朗普弹劾调查闭门听证会的记录文本公布。证人表示，特朗普曾扣下对乌克兰数百万美元的军事援助，以求对方挖出亨特·拜登及其父亲、前副总统乔·拜登的罪证。出席证人包括玛丽·约瓦诺维奇和迈克尔·麦金利（英语：Michael McKinley）[327]、比尔·泰勒（英语：Bill Taylor）[328]、戈登·桑德兰（英语：Gordon Sondland）和库尔特·沃尔克[329][330]、乔治·肯特（英语：George P. Kent）[331]、亚历山大·温德曼[332]和菲奥娜·希尔（英语：Fiona Hill）[333]。律师鲁迪·朱利安尼聘请三名律师为联邦检察官和众议院弹劾调查员调查自己在乌克兰的交易作辩护[334]。
- 11月7日，两名前Twitter雇员在沙特阿拉伯被控间谍罪。美国公民艾哈迈德·阿布阿莫（Ahmad Abouammo）于11月3日在西雅图被捕，但沙特公民阿里·阿尔扎巴拉（Ali Alzabarah）可能回到了中东[335]。
- 11月8日，
  - 今年2月收购西尔斯控股大部分资产的Transform Holdco LLC（英语：Transform Holdco LLC）宣布关闭全国96家西尔斯和K-Mart门店[336]。
  - 前纽约市长迈克尔·布隆伯格在阿拉巴马州递交提名，正式宣布参加2019年总统大选民主党初选[337]。
- 11月12日，南方贫困法律中心发布报告，表明白宫和斯蒂芬·米勒宣扬白人至上主义。众议员亚历山德里娅·奥卡西奥-科尔特斯和伊尔汗·奥马尔联合呼吁斯蒂芬引咎辞职[338]。
- 11月13日，
  - 特朗普弹劾调查的首场公众听证会举行，小威廉·泰勒（英语：William B. Taylor Jr.）和乔治·肯特（英语：George Kent）到场作证[339]。
  - 美国司法部提出控枪计划[340]。
- 11月14日，
  - 由于作品版权被收购大机器唱片的摩托车·布劳恩全数收购，已经跳槽到聯眾唱片的泰勒·斯威夫特未能如期在2019年全美音乐奖中演唱出自自己在大机器唱片期间发行六张专辑的作品[341]。
  - 新泽西政府指优步错误将正式员工列为临时工（英语：Misclassification of employees as independent contractors），开征6.4亿美元税款和罚款[342]。
  - 贝恩资本常务董事兼马萨诸塞州州长（英语：Governor of Massachusetts）德瓦尔·帕特里克宣布提名参选总统[343]。
- 11月15日，
  - 特朗普竞选团队助理罗杰·斯通涉嫌向国会作假证并篡改目击证词的七项重罪成立[344]。
  - 特朗普干涉了在伊拉克和阿富汗犯有战争罪的三名军事人员的著名案件，赦免其中两人，并恢复了第三人的军衔[345][346]。
  - 超过80位民主党国会议员要求被指白人民族主义立场的白宫顾问斯蒂芬·米勒辞职[347]。
  - 路易斯安那州举行州长选举，现任民主党州长约翰·贝尔·爱德华兹（英语：John Bel Edwards）凭借51.3%的支持率成功竞逐连任[348]。
- 11月17日，
  - 加利福尼亚州弗雷斯诺一场足球观赛派对爆发枪击案，4人死亡，6人受伤[349]。
  - 特朗普总统担忧引起选民不满的加味电子烟禁令影响选情，准备撤回[350]。
- 11月18日，
  - 美国国家动物园将四岁大熊猫“贝贝”归还中国[351]。
- 11月20日，
  - 戈登·桑德兰（英语：Gordon Sondland）在特朗普弹劾案听证会上表示特朗普曾下令魯迪·朱利安尼向乌克兰提出交换条件[352]。
  - MSNBC和《华盛顿邮报》联合举行总统选举民主党候选人电视辩论[353]。
- 11月21日，
  - 特斯拉公布该公司首款电动皮卡车Tesla Cybertruck[354]。
- 11月23日，100多名哈佛大学和耶鲁大学的学生和校友在哈佛–耶鲁橄榄球对抗赛（英语：Harvard–Yale football rivalry）中场休息的间隙冲入球场，抗议两间大学投资化石行业，促成气候变化[355]。
- 11月24日，
  - 前纽约市长迈克尔·布隆伯格宣布参加2020年总统选举民主党初选[356]。
  - 国防部长马克·埃斯珀执行特朗普的指令，开除撤销战争罪被定罪的海豹突击队第7小队队员埃迪·加拉格尔（英语：Eddie Gallagher (Navy SEAL)）的海军部长理查德·沃恩·斯宾塞[357][358]。
- 11月25日，
  - 特朗普签署《防止动物虐待和酷刑法（英语：Preventing Animal Cruelty and Torture Act）》，标志着虐待动物成为联邦重罪。该法案是2010年禁止制作及发布虐待动物的视频的扩充[359]。
  - 参与突袭伊斯兰国头目阿布·贝克尔·巴格达迪的特种作战军事工作犬柯南（英语：Conan (dog)）在白宫获得勋章[360]。
  - 联邦法官裁定前白宫律师唐·麦克加恩必须向众议院的弹劾调查员作证[361]，司法部计划对该裁决提出上诉[362]。
- 11月27日，特朗普正式签署《香港人权与民主法案》[363]。

### 12月
- 12月1日，
  - 白宫宣布特朗普不参与12月3日举行的众议院司法委员会弹劾听证会[364][365]。
  - 前国会代表乔·谢斯塔克退出民主党总统选举初选[366]。
  - 能源部长里克·佩里辞职[367]。
- 12月2日，
  - 前蒙大拿州州长史提夫·布洛克撤出2020年总统选举民主党初选[368]。
  - 特朗普竞选团队拒绝彭博新闻社采访竞选活动[369]。
  - 感恩节周末的大风暴造成至少6人丧生，超过150架航班取消，900架航班延误[370][371]。
- 12月3日，
  - 参议员贺锦丽暂停2020年总统选举民主党初选的提名工作[372]。
  - 参议院情报委员会发表报告，指责特朗普利用公职牟取个人利益[373][374]。
- 12月5日，一名接受美军训练的沙特学生在佛罗里达州彭萨科拉的海军航空基地教室开枪射人，造成4人死亡[375][376][377]。
- 12月6日，
  - 美国失业率降至3.5％，是50年来最低[378]。
  - 密苏里州堪萨斯城成为美国首个批准免费公共交通的城市[379]。
  - 众议院以228票支持、187票反对通过恢复1965年《选举法案》的决议[380][381]。不过，特朗普总统表示如果参议院批准该法案，将会动用否决权[382]。
- 12月9日，
  - 司法部监察长办公室发表报告，确认联邦调查局调查特朗普2016年竞选活动的行动合法，没有政治偏见，但批评调查局滥用外国情报监控法院逮捕令赋予的权力[383][384]。
  - 《体育画报》提名足球运动员梅甘·拉皮诺年度最佳体育人物[385]。
- 12月10日，
  - 众议院民主党人正式指控特朗普总统滥用职权且妨碍国会，使得他成为美国史上第四位面临弹劾的总统[386]。
  - 新泽西州泽西市一家犹太食品店爆发大规模枪击案（英语：2019 Jersey City shooting），包括两名枪手在内的六人死亡。官方两天后将事件定性为“本土恐怖主义”[387]。
- 12月11日，
  - 由于美方阻止世界贸易组织上诉机构新任法官的任命，该组织无法继续处理贸易争端事宜[388][389][390]。
  - 《时代》杂志宣布瑞典环保活动家格蕾塔·通贝里为时代年度风云人物[391]。
  - ProPublica透露蒙古国政府向小唐纳德·特朗普追授了可以狩猎濒危盘羊[392]。
  - 肯塔基州州长马特·贝文包括儿童强奸犯和谋杀犯在内的428名罪犯赦免或减刑，这是他接受到一名杀人犯的哥哥给贝文的竞选活动募集了2.15万美元的捐款后所做的折中方案[393]。多人呼吁调查贝文的操作[394][395]。
- 12月12日，
  - 联邦通讯委员会指定988为国家预防自杀生命热线（英语：National Suicide Prevention Lifeline）的热线号码[396] 。
  - 美国犹他联邦地区法院联邦法官克拉克·瓦杜普斯（英语：Clark Waddoups）裁定美属萨摩亚人是美国公民，应获得美国护照[397]。
- 12月13日，以LGBQT领导人哈维·米尔克名字命名的海军补给舰哈维·米尔克号美国海军舰艇（英语：USNS_Harvey_Milk_(T-AO-206)）开始建造[398]。
- 12月15日，
  - 霍尔马克频道（英语：Hallmark Channel）因播出一条同性夫妇庆祝婚姻的广告遭到抵制[399]，广告不久后被停播[400]。
  - 参议院少数党领袖查克·舒默致电代理白宫幕僚长麥克·馬瓦尼、前国家安全顾问约翰·博尔顿及他们的助手，要求在特朗普弹劾案的审讯中作证[401][402]。
- 12月16日，
  - 波音宣布今年1月涉及两起事故的机型737 MAX[403]。
  - 美国多地遭遇极端天气袭击，堪萨斯州、内布拉斯加州和密苏里州的冬季风暴造成12人死亡；阿拉巴马州、密西西比州和路易斯安那州的龙卷风造成阿拉巴马州北部三人死亡，路易斯安那州弗农堂区一人死亡[404][405]。
- 12月17日，
  - 耶稣基督后期圣徒教会的前雇员指控教会非法筹备千亿美元的投资资金用作慈善，并欠下数十亿的税款。教堂否认有关指控[406]。
  - 前进组织（英语：MoveOn）、妇女大游行（英语：Women's March）等左翼组织在全美数百城市举行集会，支持弹劾唐纳德·特朗普[407][408][409][410]。
- 12月18日，
  - 众议院进行大体上遵循政党路线的投票，同意将指控特朗普总统滥权和藐视国会的两项弹劾条文提交给参议院，特朗普因此成为美国史上第三位被众议院弹劾的总统[411]。
  - 美国联邦第五巡回上诉法院以2比1维持下级法院对奥巴马医改的个人分担（英语：Individual shared responsibility provision）条款违宪[412]。
  - 政府问责署指美国运输部向肯塔基州布恩县颁发的联邦合同存在道德问题，指该合同似乎是帮助参议院多数党领袖米奇·麦康奈尔竞选连任[413][414][415]。
  - 科罗拉多州奥罗拉AM电台710 KNUS（英语：KNUS）取消由保守派主持人主持的节目，该主持人曾表示枪击案比报道弹劾更有意思[416]。
- 12月19日，
  - 美国史上首次在10年的开头和结束时没有经济衰退的迹象[417]。
  - 众议院同意美国－墨西哥－加拿大协议取代北美自由贸易协定[418]。
  - 由《外交政策》和公共广播电视公司共同主办的第六届民主党总统选举候选人辩论会在洛杉矶举行[419]，共有七名候选人出席[420][421]。
  - 新泽西州州长菲尔·墨菲签署法令，新泽西州成为美国第十五个向非法移民颁发驾照的州份[422]。
  - 华盛顿州共和党籍议员马特·谢伊（英语：Matt Shea）被指三次策划本土恐怖袭击，包括2016年让邦迪黑帮家族占领俄勒冈州的马卢尔国家野生动物保护区（英语：Malheur National Wildlife Refuge）。尽管众议院共和党核心小组已撤销他的职务，他本人还是拒绝辞职[423][424][425]。
  - 弗吉尼亚州人卡米尔·谢里尔（英语：Camille Schrier）赢得2020年美国小姐竞选（英语：Miss America 2020）[426]。
  - 美国钢铁公司宣布将解雇密歇根州底特律大湖工业园的1545名员工[427]。
- 12月20日，
  - 美国太空军正式成立，成为美军第六个军种，是70年来的首个新军种[428]。
  - 政府首次正式授权利用联邦资金研究地理工程学[429]。
- 12月21日，白沙国家公园成为美国第62座国家公园[430]。
- 12月22日，
  - 波音星际航线两天前发射失败后，于新墨西哥州成功着陆[431]。
  - 伊利诺伊州芝加哥恩格尔伍德（英语：Englewood, Chicago）一个为先前枪击案受害者举办的追悼会发生枪击案，至少13人受伤[432]。
  - 弗吉尼亚州威廉斯堡附近的64号州际公路（英语：Interstate 64 in Virginia）西行段遭遇大雾和冰雹袭击，造成69辆车连环追尾（英语：Multiple-vehicle collision），51人受伤[433]。
- 12月23日，
  - 《商业内幕》报道，到年底会有9300家零售门店结业，其中2500家属于玮伦鞋业（英语：Payless ShoeSource Inc）、805家属于健宝园（英语：Gymboree）、605家属于DressBarn（英语：DressBarn），520家属于夏洛特鲁斯（英语：Charlotte Russe (clothing retailer)）[434]。
  - 前国会议员丹尼斯·库辛尼奇支持图茜·加伯德参选总统[435]。
  - 肯塔基州弗洛伊德县有20匹马被枪杀[436]。
- 12月25日，驻赞比亚大使因捍卫同性恋权利和谴责腐败被召回[437]。
- 12月27日，
  - 北卡罗来纳州法官判定暂停需要选民身份证的法令。民主党总检察长乔什·斯坦对于是否上诉尚无定论[438]。
  - 食品药品监督管理局将烟草制品、电子烟和喷雾香烟的合法年龄从18岁上调到21岁[439]。
  - 《华盛顿邮报》发文指控前美国红衣主教戴多禄·埃德加·麦卡里克用60万美元贿赂若望·保禄二世和本笃十六世及100名梵蒂冈神职人员，严格影响到他的性不端行为指控[440]。
- 12月28日，纽约市警察局一周内调查了将近8起反犹太人袭击[441][442]，而两周前泽西市一家犹太食品杂货店和一家犹太公墓都发生了枪击案[443]。
- 12月30日，
  - 前总统巴拉克·奥巴马和现任总统唐纳德·特朗普登上盖洛普最受赞赏的男女调查。米歇尔·奥巴马被选为最受尊敬的女性[444]。
  - 91个公共土地团体致信内政部长大卫·伯恩哈特，要求代理土地管理局局长威廉·佩里·彭德利（英语：William Perry Pendley）辞职或免职[445]。
- 12月31日，数千名群众在美国巴格达大使馆门外抗议12月27日的袭击[446]。

## 逝世
- 5月16日: 貝聿銘，102歲，美籍華人建築師。